# Уолтън и Слейвин, № 3
„Уолтън и Слейвин, № 3“ (на английски: Walton and Slavin No. 3) е американски късометражен ням филм от 1894 година с участието на Джон Слейвин и Чарлз Уолтън, продължение на филмите Уолтън и Слейвин, № 1 и Уолтън и Слейвин, № 2, заснет от режисьора и продуцент Уилям Кенеди Диксън в компанията Едисън Манюфакчъринг Къмпъни, собственост на Томас Едисън. Кадри от филма не са достигнали до наши дни и той се смята за изгубен.

## В ролите
- Джон Слейвин
- Чарлз Уолтън[2]